# Sunny Leone
Karenjit Kaur Vohra (Sarnia, Ontario; 13 de mayo de 1981), más conocida como Sunny Leone, es una actriz, modelo y actriz pornográfica canadiense. Su fama llegó cuando consiguió ser la Pet of the Year de 2003 de la revista Penthouse. También se la conoce por ser una de las pocas actrices pornográficas con origen indio sikh del Punyab.
Leone comenzó su carrera profesional en el mundo del cine para adultos en el año 2003, cuando firmó un contrato con Vivid Entertainment que, en un principio solo incluía escenas lésbicas, pero en 2007 comenzó a rodar también escenas heterosexuales. Un año después anunció el lanzamiento de su propio estudio, Sunlust Pictures, en el que pasaba a escribir y dirigir sus propias películas de manera independiente. Desde su llegada a la industria pornográfica, Leone ha conseguido dos Premios AVN y un Premio F.A.M.E.

## Biografía
Leone nació como Karen Malhotra en Sarnia, Ontario, hija de padres punyabíes de la India. Su padre nació en el Tíbet y creció en Delhi, mientras que su madre (fallecida en el 2008) creció en una pequeña ciudad llamada Nahan, en Sirmaur, Himachal Pradesh.
Pese a que creció en el sijismo, sus padres la inscribieron en una escuela católica, ya que consideraron que no era seguro que fuera a una escuela pública. Allí reconoció haber experimentado su primer beso a los 11 años; perdió su virginidad en otra escuela a la edad de 16 años y a los 18 descubrió que era bisexual. Cuando tenía 13 años, su familia se mudó a Fort Gratiot, Míchigan para terminar en Lake Forest, California, un año después, con lo cual se cumplía el sueño de sus abuelos de tener a toda la familia unida en el mismo lugar. En 1999 terminó el instituto y se inscribió en la universidad.
Debido a sus orígenes indios, Leone ha reconocido que, al principio, "la comunidad india no aceptó demasiado bien" sus aspiraciones como modelo y actriz porno. Leone lleva posando ante las cámaras desde los 18 años y los desnudos aparecieron de manera natural. Sin embargo, ante las polémicas suscitadas en su entorno, Leone dijo que estaba "orgullosa de ser india y nunca lo he escondido. Hay muchas personas en la comunidad india a las que no les gusto, pero creo que hay más a las que les gusto".

## Carrera profesional

### Comienzos yPenthouse
Antes de comenzar a trabajar en la industria pornográfica, Leone había trabajado en una panadería alemana, en un Jiffy Lube —compañía dedicada a recambios para vehículos— y en una empresa de impuestos y jubilaciones.
Mientras estudiaba enfermería pediátrica en el condado de Orange, un compañero de clase y a la vez bailarín, le presentó a John Stevens, un agente que a su vez, le presentó a Jay Allen, una fotógrafa de la revista Penthouse. Cuando estaba escogiendo un nombre artístico, aseguró que Sunny era su nombre real y Leone fue escogido por Bob Guccione, antiguo dueño de la revista Penthouse. Leone posó para Penthouse y fue elegida Penthouse Pet del mes de marzo de 2001, seguida de una edición especial de verano 2001 de Hustler, en la que fue elegida Hustler Honey. También apareció en otras portadas de revistas como Cheri, Mystique Magazine, High Society, Swank, AVN Online, Leg World, Club International y Lowrider, mientras que posó para ModFX Models, Suze Randall, Ken Marcus y Mac & Bumble. Entre sus compañeras de sesiones fotográficas destacan Adriana Sage, Jenna Jameson, Jelena Jensen y Aria Giovanni.
En el año 2003 fue elegida Penthouse Pet of the Year ("mascota del año") y coprotagonizó el video Penthouse Pets in Paradise junto a Tera Patrick y Kyla Cole. Incluido en su trabajo en sesiones impresas, cabe destacar sesiones como modelo de lencería con Ed Fox y Playtime Videos, así como vídeos bondage para FM Concepts. En 2005 la compañía de accesorios para adultos Adam & Eve utilizó la imagen de Leone como su representante de ventas de Internet en la costa oeste.

### Como actriz pornográfica

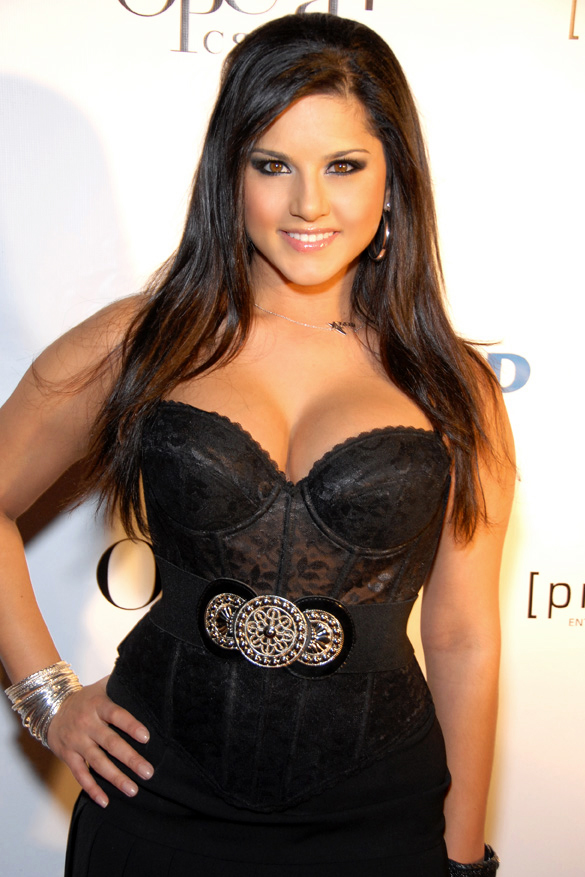
Sunny Leone en el 25º Aniversario de Vivid en 2009.

También en 2003, Leone firmó su primer contrato con la productora de cine para adultos, Vivid Entertainment, con quienes firmó por tres años y le sirvió a la actriz indo-canadiense como transición al mundo de la pornografía hardcore, aunque aseguró que solo realizaría escenas lésbicas. La actriz aseguró que las razones por las que planteó esta condición en su contrato "no eran porque tuviera novio u otras de las extrañas razones con las que vienen otras chicas para no hacer escenas con chicos. Creo en hacer las cosas despacio y a mi propio ritmo". Además, como ella misma indicó "nunca antes había hecho nada que no fuera posar desnuda o softcore, así que esto sería un comienzo".
Su primera película fue titulada Sunny y fue lanzada en diciembre del 2005. Su siguiente trabajo fue Virtual Vivid Girl Sunny Leone, la primera película interactiva de Leone, que fue, además, la primera chica Vivid en rodar una película de este tipo. Tan solo cuatro días después del lanzamiento, la película ganó un premio AVN. A esta película le siguieron Sunny & Cher y The Female Gardner.
Las últimas dos películas de Leone con Vivid fueron It's Sunny in Brazil, rodada en Brasil, y The Sunny Experiment, las películas fueron lanzadas en octubre y diciembre del 2007, respectivamente.

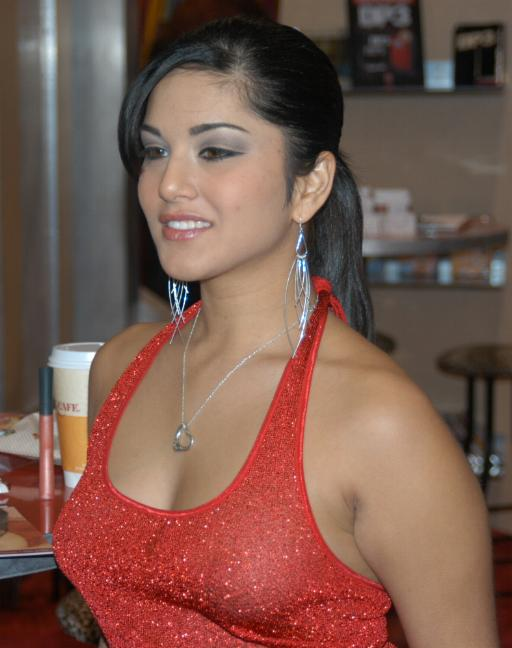
Leone en los premios AVN de 2005.

En mayo de 2007, tras firmar un nuevo contrato con Vivid para seis nuevas películas, Leone aceptó realizar su primera escena heterosexual, pero solo con su marido Matt Erikson. En el verano de aquel año, Leone se sometió a una operación de aumento de senos y rodó su primera película con su nuevo contrato con Vivid, Sunny Loves Matt. La película hizo posible que Leone fuera nominada a tres (de seis) premios AVN en 2009, al igual que ser una de las candidatas a "Actuación femenina del año". Tras aquella película rodó The Other Side of Sunny, lanzada en octubre del 2008, la cual sería su última actuación con Erikson.
En enero de 2008, Leone reveló que había dejado de rodar exclusivamente con Erikson y filmó escenas con otros actores porno, como Tommy Gunn, Charles Dera, James Deen y Voodoo. En agosto de ese mismo año anunció el lanzamiento de su estudio, Sunlust Pictures, en compañía de Daniel Weber. En su nueva aventura, Leone comenzó a escribir, dirigir y crear su propio estilo de películas para adultos con la ayuda de Vivid Entertainment en la distribución de las cintas. Su primera producción independiente, The Dark Side of the Sun, fue lanzada en marzo del 2009 y debutó en el Erotic Heritage Museum de Las Vegas. En junio de 2009 organizó un casting en Las Vegas para su segunda producción independiente, Sunny Slumber Party, lanzada en septiembre de 2009.
Desde el año 2009, Leone dejó de trabajar en exclusiva con Vivid para comenzar nuevas producciones con otros estudios. La actriz aprovechó su popularidad en Internet para firmar acuerdos con PPPcard, AdultPokerParty.com, Brickhouse, Flirt4Free, Totemcash y Imlive y así poder distribuir su contenido por la red. Leone fue calificada como "Web Babe of the Year" en los premios XBIZ del año 2008. Sus sitios web e intereses comerciales son gestionados por su compañía Leone L.L.C.
Leone fue votada como la 13.ª actriz de la lista "Top 100" de pornstars de la revista Genesis, la 34.ª del "Top 50" de Desiclubs.com en el 2004 y entró en el ranking "40 sobre 40" de la edición en línea de AVN.

## Apariciones mediáticas

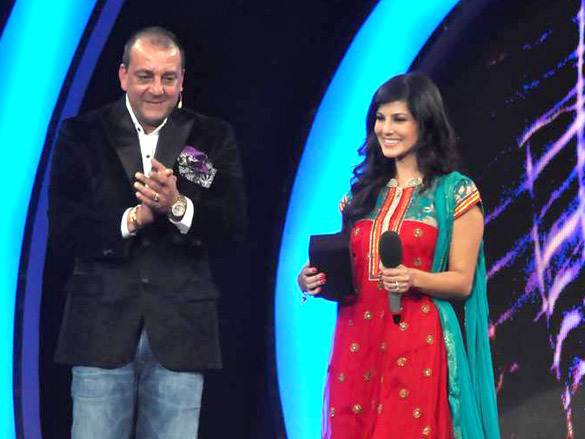
Leone presentando el reality show Bigg Boss en Bombay, India (mayo de 2012).

La primera aparición mainstream de Leone en los medios fuera del porno fue en el 2005, cuando fue la reportera en la alfombra roja de los MTV Video Music Awards de MTV India. También hizo un cameo en la película The Girl Next Door, apareció en el videoclip de Ja Rule "Livin It Up" y en un vídeo para Kidd Skilly. Otras apariciones de Leone fueron en el programa de E! Wild On! y como reportera del programa After Dark en el Festival de Cine de Sundance. En el año 2006 participó en la segunda temporada del reality show de Fox My Bare Lady 2: Open For Business, en el que un grupo de actrices porno eran instruidas y formadas para competir con éxito en el mundo de los negocios. Además de rodar su escena para Debbie Does Dallas en 2007, Leone formó parte de un documental de la cadena Showtime en el que se detallaba el proceso de producción de una película y las vidas personales de sus estrellas.
La actriz ha asegurado que no le importaría comenzar su carrera cinematográfica en Bollywood. De hecho, varios directores de cine indios le hicieron llegar sus propuestas, pero rechazó los papeles porque no se sentía cómoda en ellos. El director Mohit Suri habría pedido a Leone interpretar el papel principal de su película Kalyug, pero en su lugar escogió a Deepal Shaw, ya que no podía llegar al millón de dólares que costaba contratar a Leone. Su actor favorito de Bollywood es Aamir Khan y alrededor del 60 % de los seguidores de Leone son del sur de Asia.

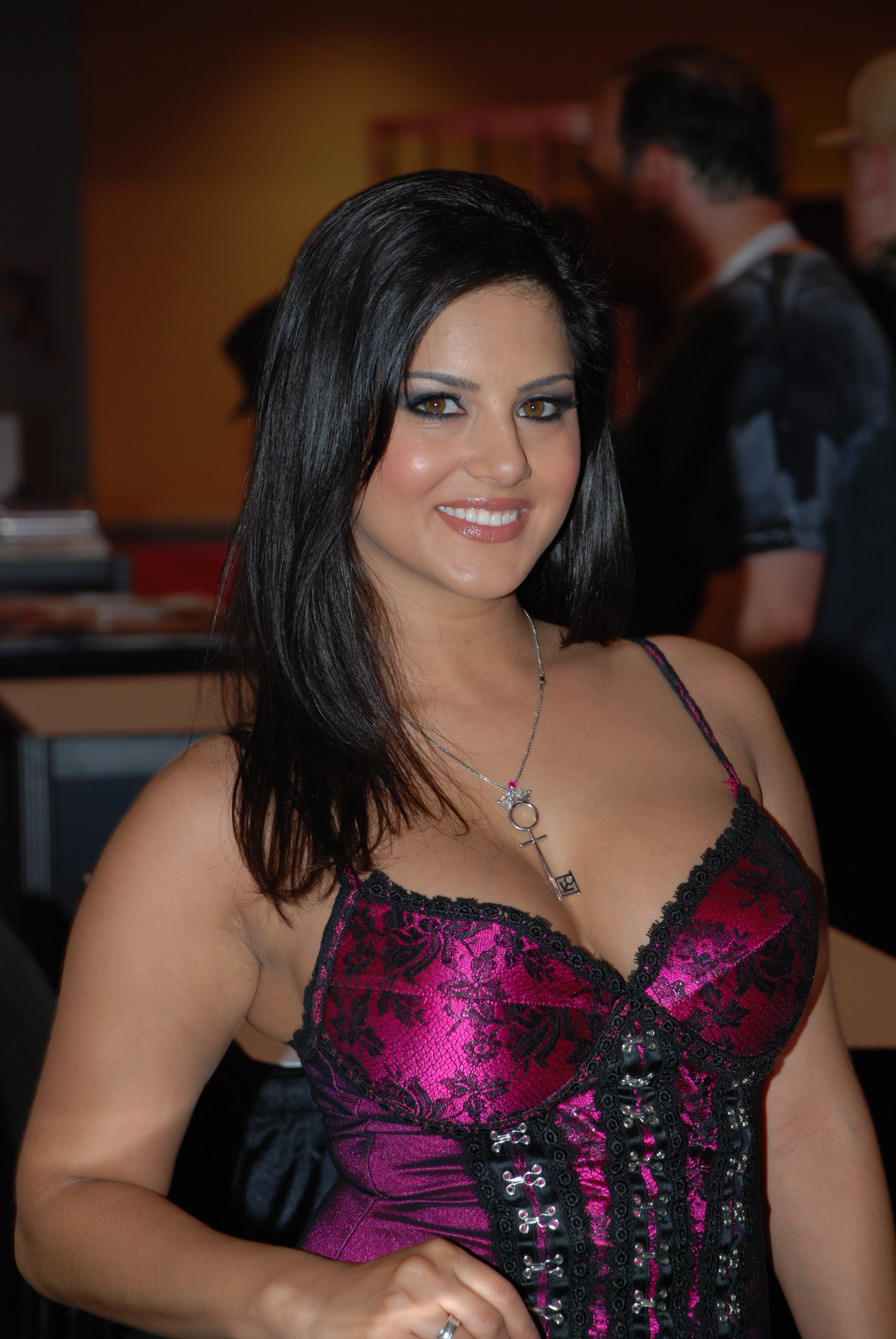
La actriz durante un acto promocional en el Exxxotica 2009 de Miami.

En el año 2008, la actriz anunció que iba a participar en una película de acción llamada Pirates Blood, que fue rodada en Omán. El rodaje se completó en dos semanas y fue estrenada en invierno de 2008.
Leone también tuvo un pequeño papel en la película Middle Men, una producción de Chris Mallick sobre el nacimiento de la industria pornográfica que fue lanzada en el año 2009. También participó en la película de Will Ferrell del 2010 The Virginity Hit, en la que se interpreta a sí misma.
Igualmente, Leone ha realizado diversas apariciones en eventos como el Salón Internacional del Automóvil SEMA 2002, el Extreme Autofest de 2002 en Pomona y la Serie Mundial de Póquer de 2006 en Las Vegas. La actriz también ha sido la presentadora de eventos en clubs como Mansion en Miami y Highlands en Hollywood.
En el 2005 apareció en la revista Forbes en un especial sobre Vivid Entertainment. Entre otras apariciones notables de la actriz en publicaciones mensuales destacan las revistas FHM, Front y Jane. En el 2007, junto a otras chicas Vivid, pudo ser vista su imagen en un gigantesco cartel de Vivid en Times Square, entre la calle W. 48.ª y la Séptima Avenida. Además, Leone es una de las Penthouse Pets que aparecen en el videojuego de PlayStation Portable Pocket Pool. Fue incluida, también, en un coffee table book titulado Naked Ambition: An R Rated Look at an X Rated Industry, escrito por Micheal Grecco.
En 2004 formó parte de la campaña "No More Bush Girls" (en español, "no más chicas Bush"), en la que ella y varias famosas actrices porno se afeitaron el vello púbico en señal de protesta contra el gobierno del presidente George W. Bush. En mayo de 2008 grabó un vídeo promocional para Declare Yourself, una antigua campaña iniciada durante las Elecciones presidenciales de Estados Unidos de 2004 que buscaba los votos de personas de entre 18 y 29 años. La actriz aseguró que votaría por Barack Obama en las Elecciones de 2008, principalmente porque sentía que el candidato demócrata veía con mejores ojos la industria para adultos que su oponente, el republicano John McCain. Leone se mostró comprometida con la protección de contenidos para adultos en la web hacia los niños y recordó a los webmasters adultos que protejan sus sitios web con la debida clasificación en ellos.
Leone siempre ha mostrado un fuerte interés en la salud y el fitness, y ha aparecido en varias publicaciones de este tipo. Leone ha posado para marcas de ropa deportivas como Fantasy Fitness y asegura que mantiene su cuerpo en forma a pesar de su siempre apretada agenda. En la revista Men's Fitness, la actriz aseguró que "trato de comer siempre muy sano, muchos vegetales y leche todos los días".

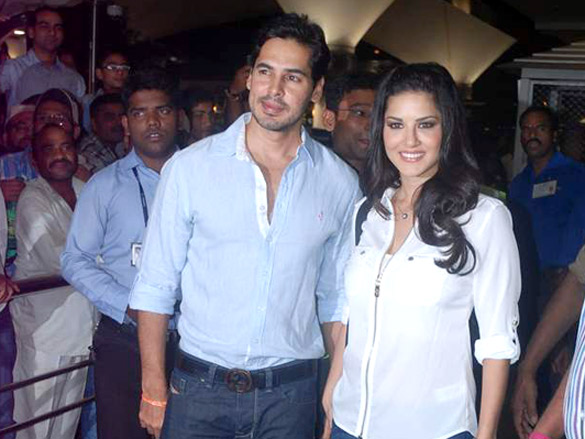
Leone a su llegada a Mumbai en mayo de 2012, junto al actor Dino Morea, para rodar su primera película no pornográfica, Jism 2, en Bollywood.

### Bollywood
Leone, hija de padres hindúes del Punyab, participó en el 2011 en el reality show hindú Bigg Boss y entró en la casa el día 49. Sin embargo, ella se negó a divulgar su condición de estrella porno, y respondió a su colega Pooja Bedi que ella era una modelo y una estrella de televisión en Estados Unidos durante los últimos diez años. Se informó de que ello causó un gran revuelo en la audiencia y su cuenta personal de Twitter ganó 8000 nuevos seguidores en solo dos días y las búsquedas de Google sobre ella experimentaron una "ruptura". También hubo denuncias presentadas ante el Ministerio indio de Información y Radiodifusión alegando que el canal de televisión Colors estaba promoviendo la pornografía por tener a Leone en el programa. Entre los denunciantes se encontraban artistas de la India y el Foro de Actores y Anurag Thakur, miembro del Lok Sabha y la cabeza de la rama juvenil del Partido Popular Indio.
Durante su estancia en la casa Bigg Boss, Sunny Leone fue abordada por un famoso director de Bollywood, Mahesh Bhatt, que entró en la casa brevemente para ofrecerle el papel principal en Jism 2 (la secuela de Jism, el thriller erótico del 2003 protagonizada por Bipasha Basu). Ella lo aceptó, lo que provocó una nueva discusión entre la casa de producción de Pooja Bhatt, Fish Eye Network, y el agente de Leone. El primer diseño del cartel para la película Jism 2 fue lanzado anticipando la entrada de la actriz indocanadiense en Bollywood.
Sunny Leone firmó su segunda película de Bollywood, la secuela de Ragini MMS, dirigida por Ekta Kapoor. Ragini MMS, una película de terror, fue uno de los mayores éxitos en India del 2011.

### Intereses comerciales
Además de su carrera como actriz, Leone ha formado parte de la gira Vivid Comedy y ha modelado para la colección de calzado de Vivid. También ha participado en eventos como la Lingerie Bowl de Vivid/ClubJenna o el Vivid's Hot Rod Night. Doc Johnson lanzó un masturbador de bolsillo en el 2006 modelado a partir de la vagina de Leone y en el 2008 lanzó el vibrador Sunny Leone Exciter. Control MFG utiliza actualmente la imagen de Leone, así como de otras chicas Vivid, para su línea de tablas de skate. Leone ha reconocido que entre sus planes está crear su propia firma de lencería y otros productos con la marca Sunny, como una nueva firma de joyería.
En septiembre de 2009 apareció una aplicación de iPhone que consistía en una serie de fotos, vídeos y blogs de actices porno que Apple puso a la venta en iTunes, convirtiéndose en la primera sanción oficial que incluía a una actriz porno. En febrero del 2010 Apple eliminó esta aplicación de su tienda, que incluía a actrices como Aria Giovanni y la propia Sunny Leone.

## Vida personal
En junio de 2006, Leone obtuvo la nacionalidad estadounidense, pero manteniendo la doble nacionalidad con Canadá. Los personajes que más admira son el Dalái lama y la Madre Teresa de Calcuta.

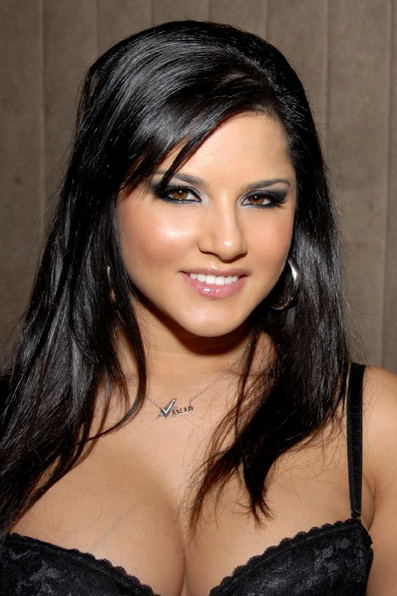
Leone durante un acto promocional en Hollywood, California, en 2009.

En varias ocasiones ha asegurado que en diez años le gustaría estar casada y formar una familia, por lo que su retiro de la industria pornográfica lo intuye cercano a los 30 años de edad. Leone mantiene una relación sentimental con Matt Erikson, actor pornográfico y vicepresidente de marketing en Playboy Enterprises. Actualmente Leone reside en Hollywood, California y conduce un Audi A5.
Un reportaje de Eye Weekly publicado en el 2008 aseguró que "Leone hace todo lo que puede por mantener el contacto con las tradiciones sijs, más en la teoría que en la práctica. Pero es improbable que deje su carrera profesional por sus creencias religiosas", y Leone dijo que "hay chicas que dejan la industria pornográfica porque afirman que han encontrado a Dios. Bien, la verdad es que Dios ha estado siempre con ellas todo el tiempo". Durante una entrevista en el año 2010 manifestó que "es una religión basada en la comunidad. Vas a un templo y te saludan con gran respeto. Pero, como toda religión, no quieren que grabes material para adultos. Es decir, crecí acudiendo a un templo cada domingo. Cuando mis padres supieron lo que yo hacía sabían que mi personalidad era muy independiente. Incluso, si hubieran tratado de detenerme o llevarme por el buen camino, hubieran perdido a su hija. Soy muy testaruda. Yo no planeé esto, simplemente ocurrió y mi carrera creció y creció".
Leone reconoció que todas las sesiones fotográficas y vídeos que hizo las pudo mantener ajenas al conocimiento de sus padres. Sin embargo, todo cambió cuando Penthouse le concedió el título de Pet of the Year en el año 2003: "sabía que algo así no lo podría seguir ocultando. Así que me senté con ellos antes de cenar, lo que fue una mala idea porque nadie quiso cenar después de aquello, y dije 'Gané el premio Penthouse Pet of the Year y 100.000 dólares'. Mi padre lo entendió, pero a mi madre le costó un par de minutos asimilarlo y ahí comenzaron las lágrimas".
El documental biográfico "Mostly Sunny" explica su vivencias personales desde su nacimiento en Canadá, la emigración a Los Ángeles y su salto a Bollywood.

### Pasatiempos
En su tiempo libre admite que disfruta con la pintura abstracta, montar a caballo, leer, jugar a World of Warcraft, ver Los Simpsons y Discovery Channel. Anteriormente solía jugar en un equipo de fútbol femenino en California. Su destino favorito para pasar las vacaciones es Hawái y su cocina preferida es la italiana.
En su niñez y adolescencia fue muy atlética y jugaba hockey en la calle con chicos, patinaba sobre hielo en un lago helado cercano o jugaba en la nieve todo el día.

## Filmografía
2010:
- The Virginity Hit.

2008:
- Sunny Loves Matt.
- The Other Side of Sunny.

2007:
- Debbie Does Dallas... Again.
- It's Sunny In Brazil.
- The Sunny Experiment [96] (Con Monique Alexander y Brea Lynn).

2006:
- Busty Cops 2.
- The Female Gardner (Con Mikayla y Daisy Marie).
- Virtual Vivid Girl Sunny Leone.
- Sunny & Cher (Su primer eyaculación femenina).

2005:
- Alabama Jones And The Busty Crusade V.
- Centerfold Fetish.
- Sunny.

2004:
- Busty Cops V.
- Mystique Presents H2Ohh.

2003:
- Deadly Stingers.

2001:
- Penthouse: Pets In Paradise.

## Premios
| Año  | Premiación            | Resultado | Premio                                                  |
| ---- | --------------------- | --------- | ------------------------------------------------------- |
| 2007 | Premio AVN            | Nominada  | Mejor DVD Interactivo – Virtual Vivid Girl Sunny Leone. |
| 2010 | Premio AVN            | Nominada  | Mejor Escena de Sexo Femenina en Grupo.                 |
| 2010 | Premio AVN            | Nominada  | Estrella Web del Año.                                   |
| 2008 | Premios XBIZ          | Nominada  | Nena Web del Año.                                       |
| 2010 | Premio PornstarGlobal | Nominada  | 5 Star Award.                                           |
| 2010 | Premio F.A.M.E.       | Nominada  | Pechos Favoritos.                                       |